# Periplocoideae
Periplocoideae je potporodica biljaka, dio porodice zimzelenovki. Njezin jedini tribus je Periploceae.Podijeljena je na 31 rod među kojima je najvažniji luštrika ili svidina (Periploca) i kriptostegija (Cryptostegia)

## Rodovi
1. Atherandra Decne.
2. Baroniella Costantin & Gallaud
3. Baseonema Schltr. & Rendle
4. Batesanthus N.E.Br.
5. Buckollia Venter & R.L.Verh.
6. Camptocarpus Decne.
7. Chlorocyathus Oliv.
8. Cryptolepis R.Br.
9. Cryptostegia R.Br.
10. Decalepis Wight & Arn.
11. Ectadium E.Mey.
12. Epistemma D.V.Field & J.B.Hall
13. Finlaysonia Wall.
14. Gymnanthera R.Br.
15. Hemidesmus R.Br.
16. Ischnolepis Jum. & H.Perrier
17. Maclaudia Venter & R.L.Verh.
18. Mondia Skeels
19. Myriopteron Griff.
20. Pentopetia Decne.
21. Periploca L.
22. Phyllanthera Blume
23. Raphionacme Harv.
24. Sacleuxia Baill.
25. Sarcorrhiza Bullock
26. Schlechterella K.Schum.
27. Stomatostemma N.E.Br.
28. Streptocaulon Wight & Arn.
29. Tacazzea Decne.
30. Telectadium Baill.
31. Zygostelma Benth.